# Стройная змееголовка
Стро́йная змееголо́вка (лат. Ophisops elegans) — вид настоящих ящериц из рода змееголовок.
Небольшие стройные ящерицы. Отсутствуют раздельные веки, центральная часть нижнего века прозрачна, как у змей.

## Распространение и места обитания
На территории стран бывшего СССР встречается в Закавказье (Азербайджане, Армении, восточной Грузии, возможно существует популяция в российской предгорной Чечне). Также населяет юго-восточные районы Балканского полуострова, ряд островов Эгейского и восточной части Средиземного морей, Переднюю Азию до Пакистана, Северо-Западную Индию.
В предгорьях змееголовка живёт на сухих склонах, поросших редкой травой и кустарниками. Прячутся от врагов в щелях между камнями, брошенных норах мелких зверьков, куртинах травы.

## Питание
Кормится пауками и мелкими насекомыми (муравьями, цикадами, жуками).

## Размножение и развитие
Брачные игры в мае—июне. В кладке 3—6 яиц, может делать до 3-х кладок за сезон. На зимовку уходит в октябре. Становится половозрелой в возрасте около 2-х лет.

## Стройная змееголовка и человек
Стройная змееголовка занесена в Красную книгу России, в стране запрещён её отлов.